# Ahwar de Irak meridional
Ahwar de Irak meridional: el refugio de la biodiversidad y el paisaje relicto de las ciudades mesopotámicas es un sitio del Patrimonio Mundial de la UNESCO ubicado en el sur de Irak.
Ahwar actualmente consta de siete sitios, incluidas tres ciudades de origen sumerio y cuatro áreas de humedales de los marismas de Mesopotamia:
1. Marismas de Hawizeh
2. Marismas Centrales
3. Marismas del este de Hammar
4. Marismas del oeste de Hammar
5. Ciudad arqueológica de Uruk
6. Ciudad arqueológica de Ur
7. Sitio arqueológico de Tell Eridu